# 吳一瀾
吳一瀾（1523年—？），字汝觀，江西南昌府南昌縣人，民籍，明朝政治人物。官至福建右布政使。

## 生平
嘉靖二十五年（1546年）丙午科江西鄉試第三十四名舉人。嘉靖二十九年（1550年）中式庚戌科會試第二百七十五名，登第三甲第一百六十三名進士。曾任山西蒲州同知、知州。历官武昌府、鎮江府、兖州府知府，万历二年（1574年）二月升陕西按察司副使，五年五月升贵州右参政，八年正月升福建按察使，九年六月升本省右布政使。

## 家族
曾祖吳玘，縣丞；祖父吳韞鍔；父吳顯緯，母徐氏。具庆下。弟一泓、一潮。長子吴廷植。